# 縫紉

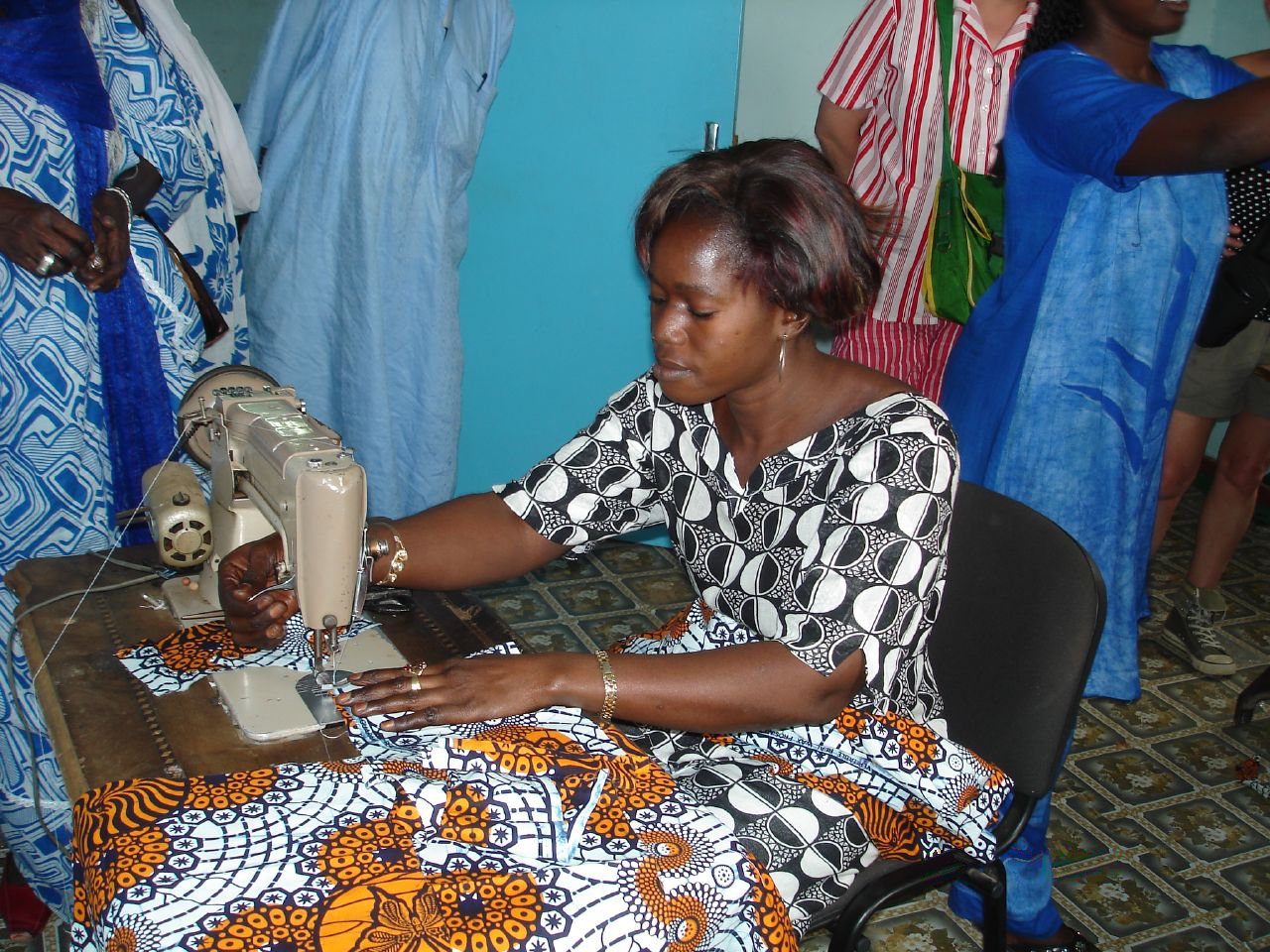
一名正在使用缝纫机缝纫的女子

縫紉，是指一項以針與紗線將物體縫合的工藝技術。該技術最早出現於史前時代，並在往後的人類史中扮演重要角色；在此數千年間，幾乎所有的縫紉工作都是以雙手完成。
19世紀後，縫紉機的發明及電腦化的普及，紡織品開始被大量生產並遍佈於世界。
如今，良好的手工縫紉技術已是高品質裁縫、高級服裝定製等領域的要素，也是紡織藝術創作者與愛好者所追求的技藝。